# Karelia (Kartoffel)

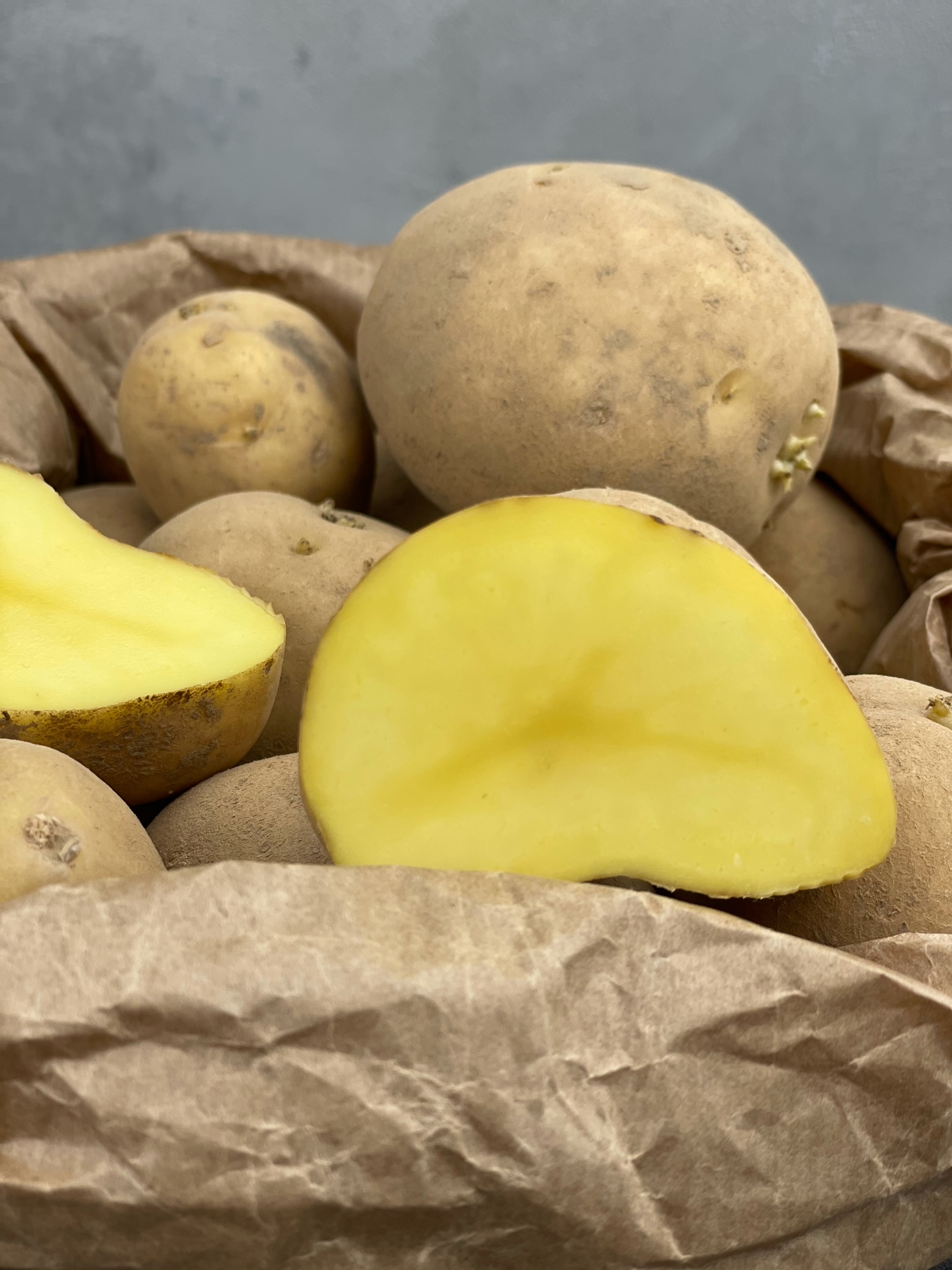
Karelia-Knolle angeschnitten

Karelia ist eine Sorte der Speisekartoffeln. Sie stammt aus Deutschland und erhielt ihre Zulassung als Speisekartoffel im Jahr 2016. Die mittelfrüh reifenden Pflanzen bringen rundovale Knollen mit gelber Schale und gelber Fleischfarbe hervor; die Augentiefe ist flach. Karelia gehört zu den mehlig kochenden Sorten. 
Karelia ist resistent gegen Kartoffelnematoden, jedoch anfällig für Beschädigungen.